# Valley
Valley er en kommune i Landkreis Miesbach i Regierungsbezirk Oberbayern i den tyske delstat Bayern. Kommunens rådhus ligger i bydelen Unterdarching , og i selve Valley ligger Schloss Valley med både boliger, slotskapel og Det gamle Slot

## Geografi
Kommunen ligger i Münchner Schotterebene, med floden Mangfall der snor sig gennem landskabet.
I kommunen ligger ud over Valley , disse landsbyer og bebyggelser: Anderlmühle, Aumühle, Fentberg, Grub, Grubmühle, Hohendilching, Kleinschwaig, Kreuzstraße, Mitterdarching, Mühlthal, Neustadl, Oberdarching, Oberlaindern, Schmidham, Sollach, Unterdarching, Unterlaindern og Wildschwaiger.

### Trafik
Valley ligger ved Bundesautobahn 8, 6 km øst for Holzkirchen, 36 km sydøst for München, 13 km nord for Miesbach, 22 km vest for Bad Aibling og 32 km fra Rosenheim.
Der er to jernbanestioner i kommunen , den ene i landsbyen Kreuzstraße på Mangfalltalbahn. Den anden ligger i Darching , på strækningen Holzkirchen–Bayrischzell, som køres af Bayerischen Oberlandbahn.